# 促銷
促銷，或推廣、販促、宣傳，是营销组合的4P（產品、價格、促銷、通路）中的一個要素，是賣家和買家之間的訊息連結，目的在於提供潛在買家有關產品的相關訊息，並設法影響或说服潛在買家購買賣家的產品。對於品牌來講，促銷的直接目標有兩個，就是讓客戶容易找到你，和願意尋找你。
推廣組合或促銷計劃可以分解為以下的五個要素：人員行銷、廣告、促銷活動、直效营销及公共關係。

## 词源与运用
《促进》一词源于古法语promocion，意为《前进》、《提升》或《级别或职位的提升》，而古法语promocion又源于拉丁语promotionem，意为《前进》。该词于14世纪进入英语。
促进一词指的是《宣传或广告》，这是非常现代的用法，最早出现于1925年。它可能是相关术语促销的缩写，而《促销》是营销传播中使用更广泛工具中的一个要素。促进和营销传播可以作为同义词使用，但实际上后者更常用。
促进也是广告组合或促销计划的一个要素。它包括个人销售、广告、促销、直销、宣传、口碑，还包括事件营销、展览和贸易展销、通过视频进行推广。视频是最有效的促销工具之一。2010 年，Implix 通过电子邮件进行的一项调查显示，在介绍性电子邮件中添加视频可使点击率提高 96%。 超过 80% 的人更喜欢通过观看视频来对特定产品或服务做出决定。 Forbes Insights发现，60% 人更喜欢看视频，而不是阅读文本。 促销计划决定了对推广组合中的每个要素应给予多少关注，以及应为每个要素分配多少预算。

## 有關條目
- 促銷活動
- 市场营销主题列表
- 行銷管理